# Contarinia artemisiae
Contarinia artemisiae är en tvåvingeart som beskrevs av Rubsaamen 1917. Contarinia artemisiae ingår i släktet Contarinia och familjen gallmyggor. Inga underarter finns listade i Catalogue of Life.